# Виноград (Черкасская область)
Виногра́д (укр. Виноград) — село в Лысянском районе Черкасской области Украины.
Население по переписи 2005 года составляло 1394 человека. Почтовый индекс — 19340. Телефонный код — 4749.

## Местный совет
19340, Черкасская обл., Лысянский р-н, с. Виноград